# Diocese de Piracicaba
A Diocese de Piracicaba (Dioecesis Piracicabensis) é uma divisão territorial da Igreja Católica no estado de São Paulo. Sua sede é o município de Piracicaba.

## História
A Diocese de Piracicaba foi criada em 26 de fevereiro de 1944, com a separação de parte do território da Diocese de Campinas. A região passou por uma nova reorganização em 29 de abril de 1976 com a criação da Diocese de Limeira que absorveu parte das paróquias anteriormente ligadas a Piracicaba.

## Regiões Pastorais
A Diocese de Piracicaba abrange 15 municípios. Em sua organização pastoral, está dividida em seis regiões pastorais, com 57 paróquias e 4 quase-paróquias.
Região Pastoral Piracicaba I

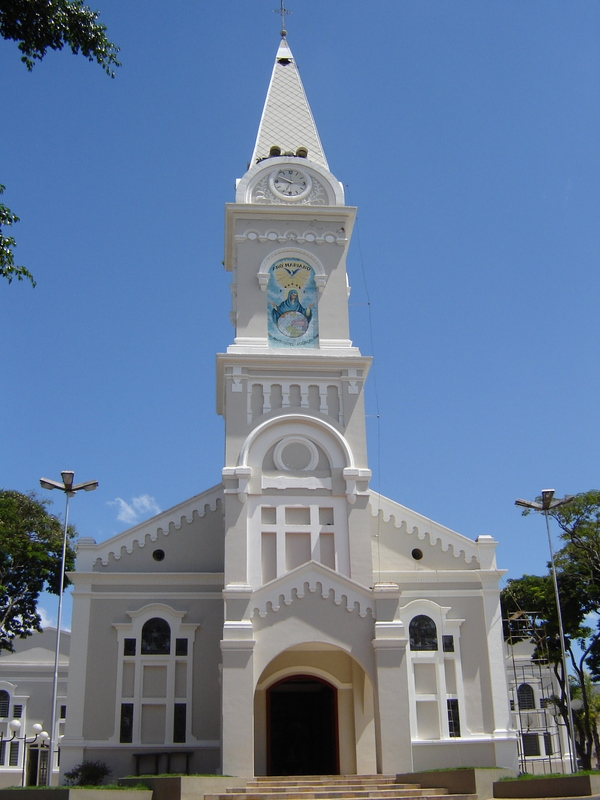
Igreja Matriz de Santa Bárbara d'Oeste.

Compreende 13 paróquias e 2 quase-paróquias: Divino Pai Eterno Imaculada Conceição; Nossa Senhora dos Prazeres; Sagrada Família; Sagrado Coração de Jesus; Sant´Ana; Santa Cruz e São Dimas; Santa Teresinha; Santo Antônio – Catedral São Judas Tadeu; São Lucas; São Pedro; Senhor Bom Jesus do Monte e as quase-paróquias Imaculada Conceição e Sant´Ana e São João Batista.
Região Pastoral Piracicaba II
Compreende 11 paróquias e 1 quase-paróquia: Imaculado Coração de Maria; Menino Jesus de Praga; Nossa Senhora Aparecida; Santa Catarina; Santa Clara; São Francisco de Assis; São Francisco Xavier; São José; São Paulo Apóstolo; Sagrado Coração de Jesus (Saltinho); Senhor Bom Jesus (Rio das Pedras) e a quase-paróquia Santa Cruz.
Região Pastoral Capivari
Compreende 5 paróquias: Nossa Senhora de Fátima; São Benedito; São João Batista (Capivari); São Pedro (Mombuca); Nossa Senhora de Lourdes (Rafard).
Região Pastoral Rio Claro
Compreende 13 paróquias e 1 quase-paróquia: Senhor Bom Jesus; Espírito Santo; Imaculado Coração de Maria; Nossa Senhora Aparecida; Nossa Senhora da Saúde; Sant´Ana; Santa Cruz; São Francisco de Assis; São João Batista; São José Operário (Rio Claro); Nossa Senhora da Conceição (Ipeúna); São Joaquim (Santa Gertrudes); São José (Corumbataí) e a quase-paróquia Santo Antônio.
Região Pastoral Santa Bárbara
Compreende 12 paróquias: Imaculada Conceição; Nossa Senhora Aparecida; Nossa Senhora Auxiliadora; Santa Bárbara; Santo Antônio; São Francisco de Assis; São João Batista; São José; São Judas Apóstolo; São Paulo Apóstolo; São Sebastião e Senhor Bom Jesus (Santa Bárbara d'Oeste).
Região Pastoral São Pedro
Compreende 5 paróquias: São José e São Pedro (São Pedro); Imaculada Conceição (Águas de São Pedro); Nossa Senhora do Rosário (Charqueada); Santa Maria (Santa Maria da Serra).

## Bispos
Bispos:
| #               | Nome                                 | Período    | Notas                         |
| --------------- | ------------------------------------ | ---------- | ----------------------------- |
| 6º              | Devair Araújo da Fonseca             | 2020–atual |                               |
| 5º              | Fernando Mason, O.F.M.Conv.          | 2005–2020  |                               |
| 4°              | Moacyr José Vitti, C.S.S.            | 2002–2004  | Nomeado Arcebispo de Curitiba |
| 3º              | Eduardo Koaik                        | 1984–2002  | Faleceu em Piracicaba em 2012 |
| 2º              | Aniger de Francisco de Maria Melillo | 1960–1984  |                               |
| 1°              | Ernesto de Paula                     | 1945–1960  | Bispo emértito                |
| Bispo-coadjutor |                                      |            |                               |
|                 | Eduardo Koaik                        | 1979–1984  |                               |